# Sông Oka

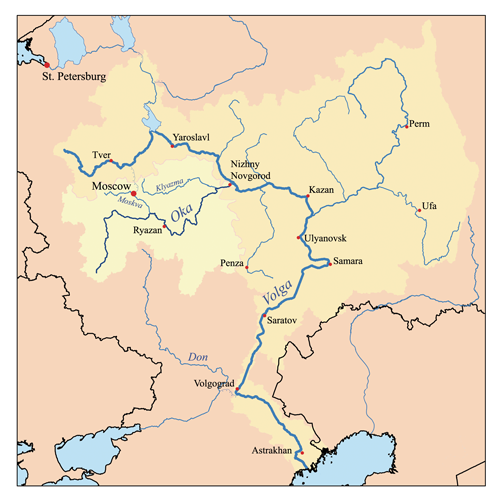
Bản đồ lưu vực sông Volga với sông Oka được tô sáng màu

Sông Oka (tiếng Nga: Ока́, IPA: [ɐˈka]) là một con sông lớn tại miền trung Nga, sông nhánh lớn nhất phía hữu ngạn của sông Volga. Nó chảy qua các tỉnh Oryol, Tula, Kaluga, Moskva, Ryazan, Vladimir và Nizhny Novgorod. Chiều dài của nó khoảng trên 1.500 km (932 dặm).
Tên gọi con sông này có nguồn gốc từ các ngôn ngữ trong họ Phần Lan-Ugra, được sử dụng trong khu vực trước khi có sự bành trướng của người Slav, có lẽ là trong tiếng Meshchera, có nghĩa là "sông" (tương tự như tiếng Phần Lan joki). Về mặt lịch sử, con sông này là nguồn gốc của tên gọi của các công quốc Thượng Oka, nằm ở thượng nguồn, từ Tarusa trở lên. Một trong số những thành phố lớn nhất của Nga, Nizhny Novgorod, được lập ra để bảo vệ tại chỗ hợp lưu của sông Oka với sông Volga. Thủ đô của Nga, thành phố Moskva nằm trên bờ của một trong các sông nhánh của sông Oka là sông Moskva.

## Dòng chảy

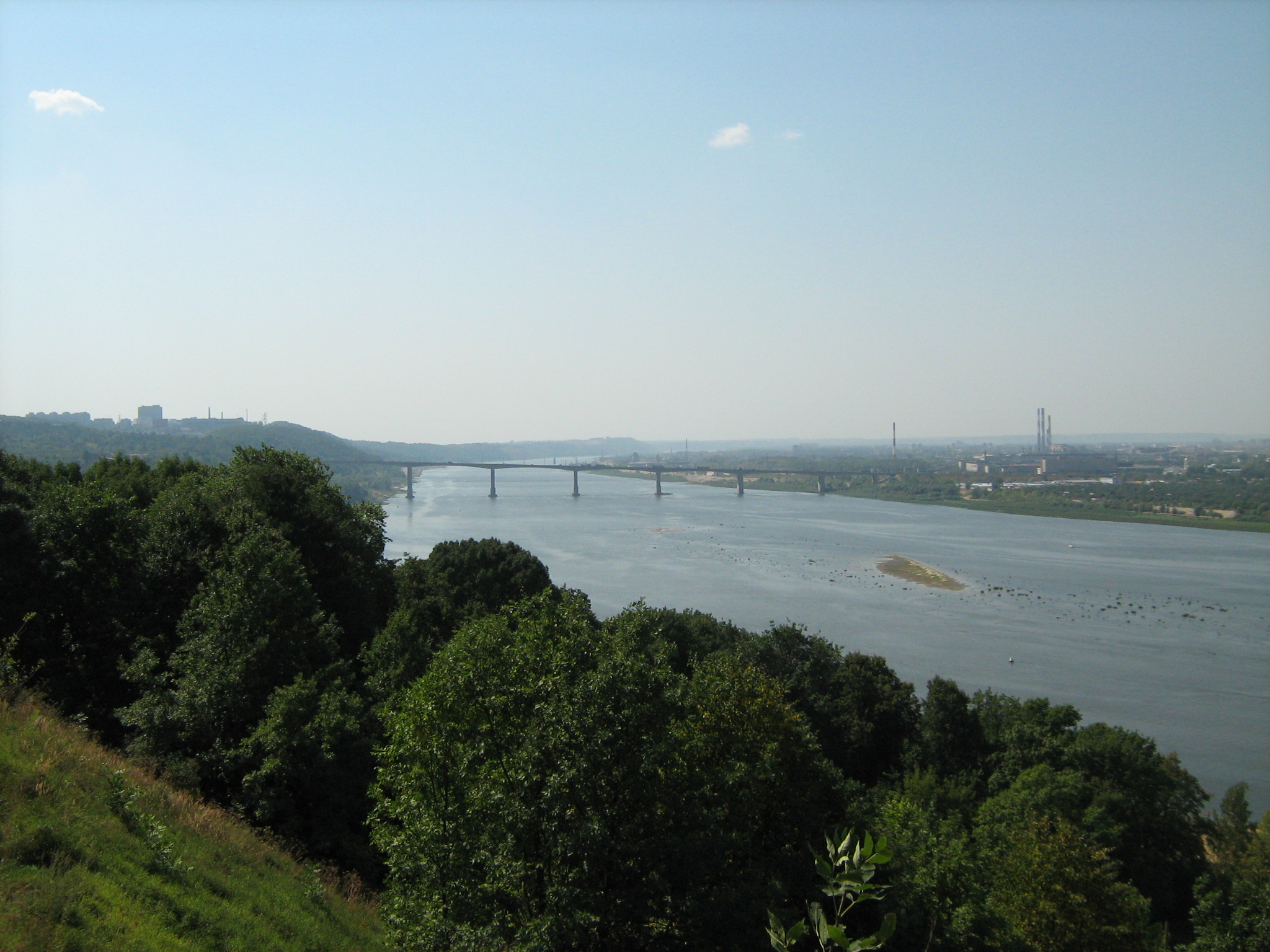
Sông Oka đoạn gần cầu Myza, Nizhny Novgorod

Sông Oka bắt nguồn từ một mạch nước tại làng Aleksandrovka, tỉnh Oryol, tiếp theo đó nó chảy theo hướng bắc qua Oryol, tới tỉnh Tula thì hợp lưu với sông Upa; tới gần Kaluga để hợp lưu với sông Ugra thì nó đổi hướng đột ngột sang bên phải và sau khi chảy qua Aleksin thì một lần nữa nó lại quay sang hướng bắc, sau đó gần Protvino lại một lần nữa quay sang hướng đông. Trên đoạn từ Serpukhov tới Stupino thì ranh giới giữa hai tỉnh Tula và Moskva nằm dọc theo sông này. Gần thành phố Kolomna thì sông Oka tạo ra một đoạn uốn cong và sau đó chảy theo hướng nam. Tại tỉnh Ryazan, do địa hình đồi núi nên sông Oka có hình dáng ngoằn ngoèo dễ nhận thấy. Gần chỗ hợp lưu với sông Pronya thì sông Oka lại tạo ra một đoạn uốn cong để chảy sang phải, còn sau khi hợp lưu với sông Para thì nó lại chảy theo hướng bắc. Gần Kasimova nó tạo ra một đoạn uốn cong lớn để sau đó tiếp tục chảy theo hướng bắc. Tiếp sau đó, chảy trong các đoạn uốn cong lớn, phân chia hai tỉnh Vladimir và Nizhegorod, chảy qua Murom. Ở đoạn cuối cùng của mình, sông Oka chảy tới Nizhny Novgorod và hợp dòng với sông Volga.
Giao thông thủy bắt đầu từ thành phố Chekalin, chuyển tải tại Kolomna (nghĩa là cửa sông Moskva). Phía dưới chỗ hợp lưu của sông Moskva, trên khoảng cách 100 km người ta ngăn sông làm âu thuyền (các đập ngăn nước của các công trình thủy lợi Beloomutovskii và Kuzminskii). Cho tới những năm thập niên 1860 thì sông Oka có thể phục vụ giao thông thủy từ thành phố Oryol (nhưng chỉ xuôi theo dòng, trong thời gian có lũ hoặc kết hợp với việc sử dụng các đập ngăn nước để tích lũy nước).

## Trong văn hóa
Sông Oka xuất hiện trong bài hát truyền thống của Sư đoàn bộ binh Tadeusz Kościuszko Ba Lan số 1 được thành lập năm 1943. Bài hát này do Leon Pasternak viết.

## Các sông nhánh chính
- Ugra
- Zhizdra
- Upa
- Protva
- Nara
- Moskva
- Pra
- Osyotr
- Pronya
- Para
- Moksha
- Tyosha
- Klyazma

## Thành thị
- Oryol
- Kaluga
- Aleksin
- Serpukhov
- Stupino
- Protvino
- Pushchino
- Kolomna
- Ryazan
- Kasimov
- Murom
- Pavlovo
- Navashino
- Dzerzhinsk
- Nizhny Novgorod